# Варвара
Варва́ра (Βαρβάρα; от др.-греч. βάρβαρος — «варварский», то есть негреческий, иноземный) — мужское и женское имя греческого происхождения (ср. ва́рвары или варвара).

## Персоналии

### Святые
- Варвара Илиопольская — общехристианская великомученица (III век). Именины: 4 (17) декабря.

#### Православные святые
- Варвара Вырицкая (Третьякова; 1907—1999) — схимонахиня РПЦ.
- Варвара (Деревягина) (1912—1942) — мученица, память 29 декабря ст.ст.
- Варвара (Конкина) — преподобномученица, память 23 марта ст.ст.
- Варвара (Лосева) (1894—1938) — мученица, супруга священника Сергия Лосева; память 22 февраля ст.ст.
- Варвара Оятская (Свирская, Островская) — преподобная, мать Александра Свирского, собор Петербургских, Карельских, Финских святых, память 15 (28) июня и 30 августа ст.ст.
- Варвара (Яковлева) (Алапаевская; ок. 1880 — †1918) — преподобномученица, инокиня, собор Московских и Екатеринбургских святых, память 5 (18) июля.

#### Католические святые Китая и Кореи
- Хан Ан Ги Барбара
- Барбара Цуй Лянь
- Ко Сун И Варвара

### Монархи
- Варвара Комнина
- Барбара Радзивилл
- Барбара Цилли